# Stadio Libertadores de América

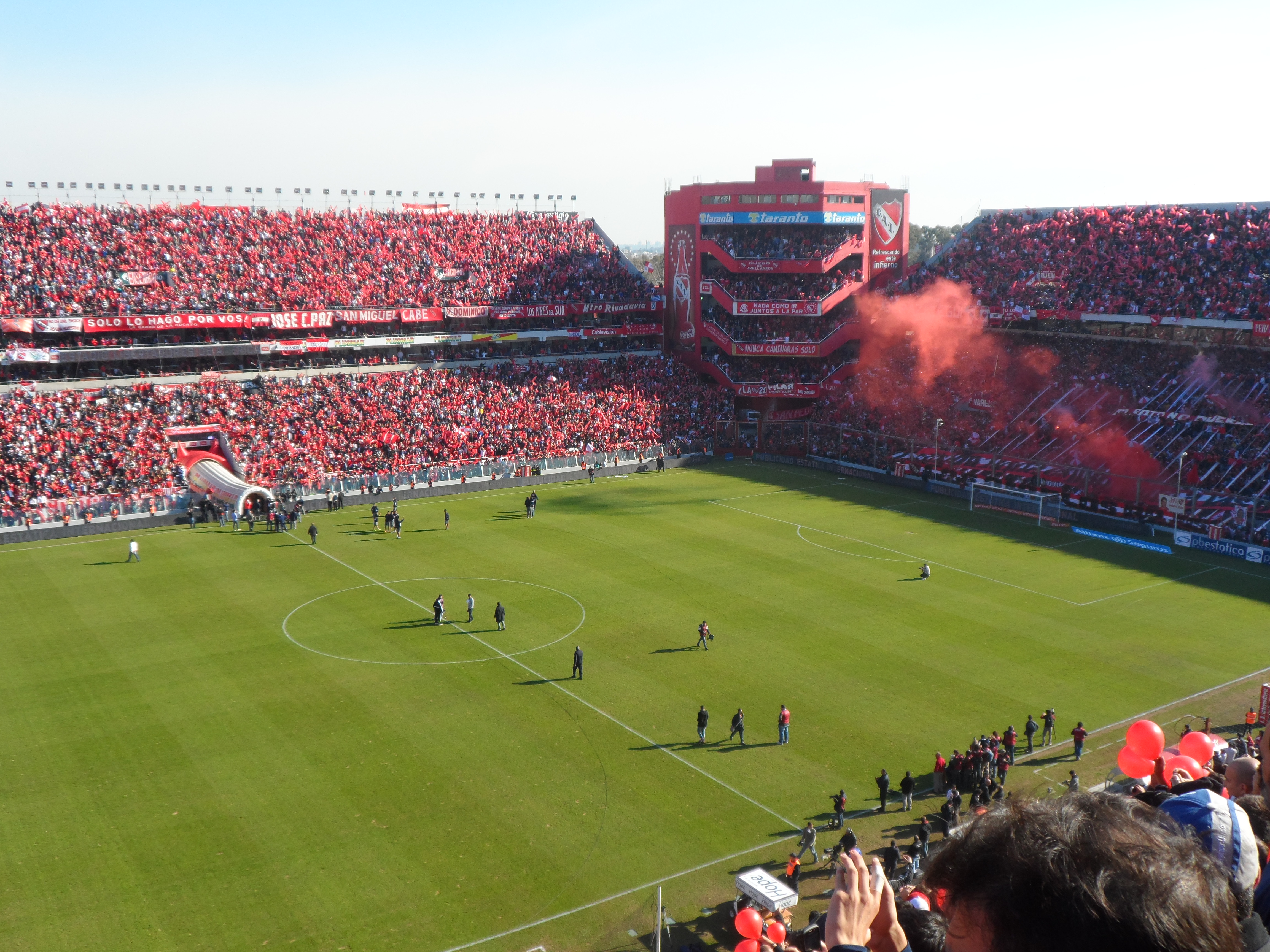

Lo stadio Libertadores de América (in spagnolo Estadio Libertadores de América, "stadio dei liberatori d'America") è uno stadio di Avellaneda, che ospita le partite interne del Club Atlético Independiente. Nel 2020, a causa dei lavori di ristrutturazione del Monumental, ha ospitato anche le partite del River Plate.
Nel 2008, grazie alle cessioni milionarie di Sergio Agüero e di Germán Denis effettuate dall'Independiente, lo stadio è stato completamente ristrutturato, facendone uno stadio all'inglese. Il nuovo impianto è stato inaugurato il 28 ottobre 2009 nell'incontro tra Independiente e Colón, che si è concluso 3-2 a favore della squadra locale.